# Heinrich Pera

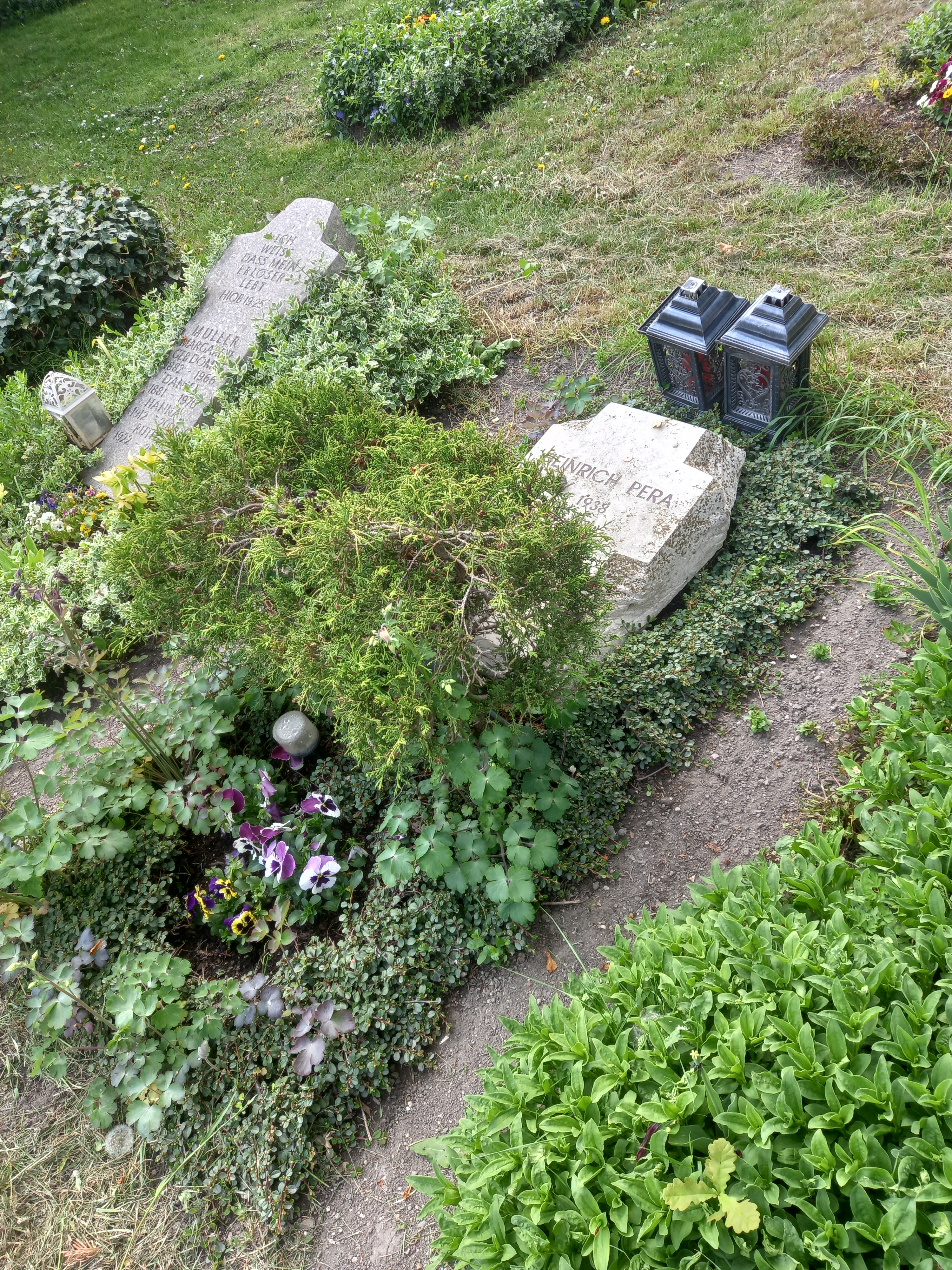
Das Grab von Heinrich Pera auf dem evangelischen Laurentiusfriedhof in Halle

Heinrich Pera (* 1938 in Magdeburg; † 2. März 2004) war ein deutscher katholischer Priester. Pera gilt als Wegbereiter der Hospizbewegung in der DDR in den 1980er Jahren.

## Leben
1966 in Magdeburg zum Priester geweiht, wurde Heinrich Pera danach für sechs Jahre Vikar in Merseburg. Die Hospizidee lernte er schon 1968 durch Kontakte mit polnischen Ärzten und Seelsorgern kennen. Ab 1974 war er Krankenhausseelsorger am St.-Elisabeth-Krankenhaus in Halle (Saale). Außerdem absolvierte er eine Ausbildung zum Krankenpfleger. 1978 gründete Pera dort die Beratungsstelle für Menschen in Krisensituationen. Bei einem Besuch im Londoner St Christopher’s Hospice 1985 lernte er dessen Leiterin Cicely Saunders und die Hospizbewegung in England kennen. Noch im selben Jahr initiierte Pera in Halle einen ambulanten Hospizdienst. Ab 1990 wirkte er als einer der Väter und Mitbegründer der Bundesarbeitsgemeinschaft Hospiz e.V., die später zum Deutschen Hospiz- und PalliativVerband e.V. wurde. Von 1992 bis 1997 war er ihr Vorsitzender. 1993 gründete er in Halle das erste Tageshospiz Deutschlands, das sich seit 1996 zusammen mit einem stationären Hospiz und einem ambulanten Hospizdienst unter einem Dach befindet. Das Gebäude befindet sich an der seit 2011 nach ihm benannten Straße.
Peras Grab befindet sich auf dem Laurentius-Friedhof in Halle.
In Halle (Saale) wurde eine Straße nach Heinrich Pera benannt. Seit 2023 gibt es in der Südstadt das Heinrich-Pera-Hospiz.

## Heinrich-Pera-Preis
Seit dem Jahr 2016 verleiht das Hospiz- und Palliativzentrum Heinrich Pera, ein Zusammenschluss der drei Einrichtungen Heinrich-Pera-Hospiz Halle (Saale) gGmbH, Elisabeth Mobil und Krankenhaus St. Elisabeth und St. Barbara Halle (Saale) GmbH, jährlich den Heinrich-Pera-Preis. Mit der Verleihung des Preises ehren die Partner des Zentrums Menschen, die sich in besonderer Weise um die Förderung des Hospiz- und Palliativgedankens und dessen Entwicklung, Stärkung und Verankerung im Bewusstsein der Gesellschaft verdient gemacht haben.

## Werke
Zu Heinrich Peras Werken gehören:
- Mit Leidenden unterwegs, Leipzig, 1991, ISBN 9783746210049
- Sterbende verstehen, Freiburg, 1995, ISBN 9783451227691
- Da sein bis zuletzt, Freiburg, 2004, ISBN 9783451054839